# بورنا بوي
بورنا بوي هو مغني،رابر وكاتب أغاني نيجيري ولد في 2 يوليو 1991.